# 맷 윌리엄스
매튜 데릭 윌리엄스(Matthew Derrick Williams, 1965년 11월 28일 ~ )는 미국의 전 야구 선수이자, 현 메이저 리그 샌프란시스코 자이언츠의 3루코치이다.

## 선수 시절

### 미국 프로야구 시절
1987년에 샌프란시스코 자이언츠에 입단하였다.

## 야구선수 은퇴 후
2010년부터 애리조나 다이아몬드백스, 오클랜드 애슬레틱스에서 코치로 활동했다. 2014년부터 워싱턴 내셔널스의 감독으로 활동했다.

## 한국 프로야구 감독 시절
2019년 10월 16일 박흥식 감독 대행의 후임으로, 2020년부터 KIA 타이거즈의 감독으로 영입됐다. 구단 내 첫 외국인 감독이자, KBO 리그에서는 제리 로이스터, 송일수, 트레이 힐만 이후 4번째(미국인 3번째)로 외국인 감독이 됐다.
하지만 시즌 종료 후 2021년 11월 1일 상호 합의를 통하여 계약 해지를 하게 되어 KIA 타이거즈 팀에서 떠나게 되었다.
| 전임 박흥식(감독 대행) | 제9대 KIA 타이거즈 감독 2019년 10월 16일 ~ 2021년 11월 1일 | 후임 김종국 |